# Вершина (остановочный пункт)
Верши́на — остановочный пункт Свердловской железной дороги. Находится на 1777 километре главного хода Транссиба, в 33 километрах к западу от Екатеринбурга, на северном склоне Берёзовой горы.
В 1957 году во время подготовки к VI Всемирному фестивалю молодёжи и студентов, проходившему в Москве, рядом с остановкой установлен бетонный обелиск Европа—Азия.
Осенью 2005 года заброшенное здание остановочного пункта было снесено.